# Hoplolabis (Parilisia) areolata
Hoplolabis (Parilisia) areolata is een tweevleugelige uit de familie steltmuggen (Limoniidae). De soort komt voor in het Palearctisch gebied.